# Zeitungsausschnitt

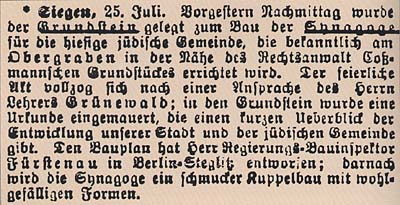
Ein Beleg über den Bau der Synagoge in Siegen: Ausschnitt aus der Siegener Zeitung vom 25. Juli 1903

Ein Zeitungsausschnitt, auch als Clipping bezeichnet, ist auch noch zu Zeiten des Internets eine Methode, aktuell zu archivieren.
Ab 1879 sammelte das Zeitungsausschnittbüro Argus de la Presse in Paris erstmals kommerziell Zeitungsausschnitte.
Besonders die Dadaisten und John Heartfield setzten sie künstlerisch ein.
Auch heute noch werden Zeitungsausschnitte gesammelt und archiviert. Meldungen in den Tageszeitungen haben oft nur regionale Bedeutung und stehen nicht oder unvollständig im Internet. Zeitungsausschnitte dienen Pressereferenten, Pressesprechern etc. dazu, jederzeit nachzusehen, ob und was zu einem bestimmten Thema bereits berichtet wurde. Außerdem informieren sie über eine Pressemeldung bzw. die darin enthaltenen Fakten (vgl. Pressespiegel). Auf der Grundlage von Zeitungsausschnitten lassen sich auch Jahresrückblicke etc. fertigen.
Zeitungsartikel stehen in Datenbanken oft auch im Papier-Zeitungsausschnitt-Layout. Medienarchive dokumentieren so die im Druckbild vorgegebene Bedeutung der für schnelle Recherchen am wenigsten verzichtbaren Zeitungsartikel: Sie sind aktuell, meist gut recherchiert und, passend zu fast allen folgenden journalistischen Ausprägungen, knapper als etwa Bücher. Im Pressearchiv 20. Jahrhundert sind umfassende thematische Dossiers mit Ausschnitten aus aller Welt frei und bis 1949 auch im Web zugänglich.